# Winnica
Winnica è un comune rurale polacco del distretto di Pułtusk, nel voivodato della Masovia.
Ricopre una superficie di 115,09 km² e nel 2004 contava 4 124 abitanti.